# کلت (آرکانزاس)
کلت (آرکانزاس) (به انگلیسی: Colt, Arkansas) یک شهر در ایالات متحده آمریکا با جمعیت ۳۶۸ نفر است که در آرکانزاس واقع شده‌است.

## موقعیت جغرافیایی
موقعیت جغرافیایی شهرها و مناطق اطراف به شرح زیر است: